# 神戸スイーツハーバー

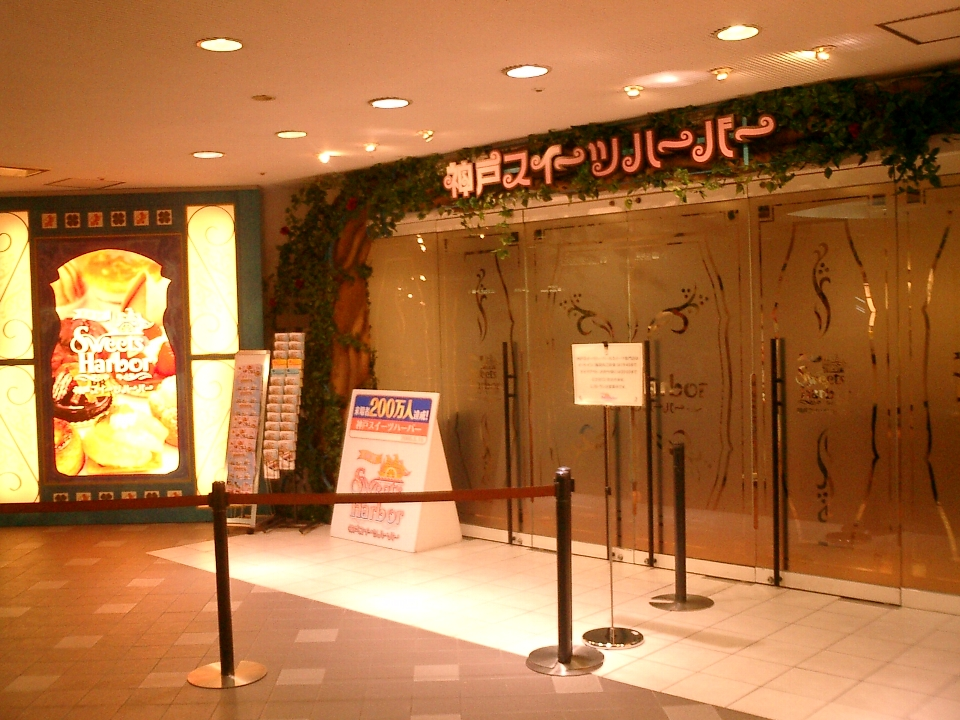
神戸スイーツハーバー正面入り口

神戸スイーツハーバー（こうべスイーツハーバー）は、かつて兵庫県神戸市中央区、ハーバーランド内ビーズキス（現・famlio　ファミリオ）の地下1階にあったスイーツのフードテーマパーク。
2004年（平成16年）12月にオープン。内装は神戸らしく大正時代の港をイメージして作られており、出店数は地元近畿と関東地方および北海道からの22店舗と当時のフードテーマパークの中では規模が大きかった。ナムコがプロデュースを手がけた。2007年（平成19年）11月25日をもって閉幕（閉店）した。

## 店舗
- ハピネス市場（6つの専門店）
  - 神戸フランツ（神戸：パティスリー）
  - 八つ橋庵　かけはし（京都：和スイーツ専門店）
  - スイーツダイニング プロヴァンス（千葉：パティスリー）
  - マジックアイス（東京：アイススイーツ）
  - サブリナ（和歌山：パティスリー）
- スイーツの港（2つのイベント店舗と3つの専門店）
  - 横浜夢本舗Cafe（横浜：カフェ）
  - メルシークレープ（東京：クレープ専門店）
  - パティスリー アトリエ ド リーブ（東京：パティスリー）
- 蜂鳴館（4つの専門店）
  - サンタクリーム（北海道：スイーツ専門店）
  - ろまん亭（札幌：パティスリー）
  - HongKongスイーツ 果香（横浜：中華スイーツ専門店）
- 小麦広場（イベント店舗と2つの専門店）
  - 笑うスイーツ ルコラニコラ＋ko*co（東京：キャラクタースイーツ専門店）
  - アローツリー（西宮：フルーツスイーツ専門店）
- 洋館通り、甘ノ手通り（2つのレストラン店舗）
  - 和ぱすたとおばんざい こなな（レストラン店舗）
  - スープフォーのアジアンカフェ アジアン麺茶（レストラン店舗）

## 現在
神戸スイーツハーバー閉鎖後、入居しているショッピングセンターの名称がビーズキスからファミリオとなり、2008年（平成20年）4月より跡地はサイゼリヤとファミリオのフードコート（キッズライブラリーフードコート「PLAY!」）となったが翌2009年（平成21年）6月に閉鎖され、2009年（平成21年）10月からファミリオ食堂として営業している。

## 交通アクセス
- JR西日本 JR神戸線 神戸駅
- 神戸市営地下鉄 海岸線 ハーバーランド駅

座標: 北緯34度40分45秒 東経135度10分49秒 / 北緯34.67917度 東経135.18028度